# Папороть-листовик (пам'ятка природи)
Па́пороть-листови́к — ботанічна пам'ятка природи в Україні. Об'єкт природно-заповідного фонду Івано-Франківської області. 
Розташована в межах Городенківського району Івано-Франківської області, неподалік від села Колінки. 
Площа 0,5 га. Статус надано згідно з рішенням облради від 15.07.1993 року. Перебуває у віданні ДП «Коломийське лісове господарство» (Чернелицьке л-во, кв. 13). 
Статус надано для збереження місця зростання реліктового виду — листовика сколопендрового та інших рідкісних видів рослин. 
Пам'ятка природи «Папороть-листовик» входить до складу регіонального ландшафтного парку «Дністровський».